# 泉州第二公交
泉州市第二公共交通运输发展有限公司，简称第二公交。是一家以泉州市环湾片区公共交通业务为主，兼顾中心城区范围内的公交线网运营，曾隶属泉州市汽车运输总公司的有限责任公司。2018年1月，由于泉州交发集团调整安排，该公司及其所属线路均并入泉州公交集团，并于当年10月更名为泉州公交集团环湾分公司。

## 历史
- 2007年5月，泉州市汽车运输总公司开始着手筹备设立第二公交。[2]
- 2007年6月4日，第二公交获批营业执照，并定名为泉州市第二公共交通运输发展有限公司。注册资本金1000万元人民币。[3]当月，第二公交向全社会公开征集公司标志。[4]
- 2007年7月，第二公交第一次自购车辆计划启动，首批购置32部金旅XML6922J13C型9米级柴油空调公交车。
- 2007年8月1日，市公用事业局批复第二公交第一批开线申请计划。[5]
- 2007年9月23日，第二公交正式成立。28日，首批3条线路201、202、203路开通运营。
- 2010年4月30日，因泉州交通集团成立，第二公交纳入交通集团管理。同时职责转变，由竞争市区线路运营转为以环湾公交线路运营为主。[6]
- 2010年7月，由交通集团牵头，第二公交与公交发展合购500部新福达牌9米、10米级柴油空调公交车，其中第二公交分得其中52部车辆的所有权。
- 2010年11月4日，第二公交开通所属第一条环湾公交线路209（现K602路）[7]
- 2011年11月，第二公交再次与公交发展合购100部申龙牌9米、10米级柴油城市客车，其中第二公交分得9米级申龙SLK6905UF53型38部。
- 2012年5月15日，第二公交自当日起，取消旗下所有线路空调费。[8]
- 2017年7月，第二公交第二次自购车辆计划启动，购置18部8米级电动巴士。8月，由宇通客车获得本次标的。
- 2017年10月，第二公交第三次，亦是最后一次自购车辆计划启动，购置55部8米级电动巴士。11月，由金龙客车获得本次标的。
- 2017年12月16日，因泉州市交通发展集团成立。第二公交由交通集团转为归属交通发展集团[9]
- 2018年1月19日，因《泉州交发集团所属企业整合重组方案》印发实施，第二公交自该日起停止独立运作，并划入泉州公交发展有限公司（现泉州市公交集团有限责任公司）。[10]
- 2018年10月30日，为推进泉州环湾公交一体化，原第二公交更名为环湾分公司[11]。

## 收费
- 收费计价方式同泉州公交

## 相关
- 泉州公交